# Epeneto di Cartagine
Epeneto di Cartagine (in greco antico: Ἐπαινετός?, Epainetós; Efeso, I secolo – Cartagine, 30 luglio I secolo) è stato, secondo alcune tradizioni non confermate storicamente, il primo vescovo di Cartagine. È commemorato dalla Chiesa greco-ortodossa alle date del 4 gennaio, assieme ai Settanta discepoli, e del 30 luglio, assieme ai santi Sila, Silvano, Crescenzio e Andronico.

## Biografia
Nella tradizione agiografica bizantina, Epeneto sarebbe il nome di uno dei Settanta discepoli, di cui parla il vangelo di Luca 10,1-24, che venne identificato dallo Pseudo-Doroteo di Tiro con il discepolo Epeneto, menzionato nei saluti finali della Lettera ai Romani 16,5. La medesima tradizione lo fa primo vescovo di Cartagine, e come tale è ricordato in alcune versioni del Sinassario di Costantinopoli alla data del 30 luglio, assieme ai discepoli Sila, Silvano, Crescente e Andronico. Tuttavia l'antico Kalendarium Ecclesiae Carthaginensis ignora l'esistenza di questo protovescovo della Chiesa di Cartagine.
Nella lettera ai Romani, l'apostolo Paolo, dopo aver ricordato Aquila e Priscilla, menziona Epeneto, primizia dell'Asia per Cristo. È probabile che Epeneto fosse originario di Efeso, capitale della provincia romana di Asia, e amico di Aquila e Priscilla, che seguì nel loro trasferimento a Roma.
Ulteriori tardive tradizioni, fanno di Epeneto un vescovo di Sirmio in Pannonia, o un vescovo spagnolo, forse di Cartagena. Quest'ultima tradizione si inserisce nella leggenda secondo la quale san Pietro, nel suo presunto viaggio in Spagna, avrebbe portato con sé il discepolo Epeneto, consacrandolo vescovo. Di questa tradizione si fa portavoce un antico Martyrologium Hispanicum, che lo ricorda il 15 luglio.